# Costante Degan

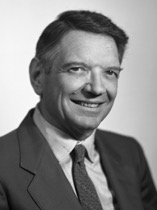
Costante Degan

Costante Degan (* 12. März 1930 in Mestre; † 1. Juli 1988 ebenda) war ein italienischer Politiker der Democrazia Cristiana. Er gehörte dem italienischen Parlament von 1974 bis zu seinem Tode an. Unter Ministerpräsident Bettino Craxi war er im Kabinett Craxi I italienischer Gesundheitsminister. Im anschließenden Kabinett Craxi II wurde er Handelsmarineminister, das Amt hatte er noch im Nachfolgekabinett Fanfani IV inne. 1988 war er für wenige Wochen Bürgermeister von Venedig. Europaweit bekannt wurde er durch seinen Versuch, das Rauchen am Arbeitsplatz und in der Gastronomie zu untersagen.

## Leben
Degan studierte Ingenieurwissenschaften, wobei er zunächst in der Azione Cattolica tätig war, um sich dann 1963 der Democrazia Cristiana anzuschließen.
Bei den Parlamentswahlen 1963 gelang ihm der Einzug in die Abgeordnetenkammer. Letzterer gehörte er für vier Legislaturperioden bis 1983 an. In dieser Zeit war er von 1974 bis 1980 in den Kabinetten Moro IV und V, in den Kabinetten Kabinett Andreotti III, IV und V sowie im Kabinett Cossiga I Unterstaatssekretär im Verkehrsministerium. In der IX. Legislaturperiode ernannte ihn Bettino Craxi 1983 zum Gesundheitsminister. Das Amt hatte er bis 1987 inne. Unter dem Nachfolger Craxis, Arnaldo Forlani, war er schließlich noch für einige Monate Handelsmarineminister.
Bei den Parlamentswahlen 1983 trat er erfolgreich für den Senat an. Dem Senat gehörte er bis zu seinem Tode 1988 an. Seit 1980 saß Degan zudem im Stadtrat von Venedig. Bereits gesundheitlich angeschlagen, übernahm er Anfang 1988 das Amt des Bürgermeisters von Venedig von Antonio Casellati, das er nach einigen Wochen freiwillig wieder an Casellati abgab.
Während der Nuklearkatastrophe von Tschernobyl sorgte er 1986 dafür, dass keine Milch mehr eingeführt werden durfte, auch war er im selben Jahr einer der Befürworter des Rauchverbots in Restaurationsbetrieben und an Arbeitsplätzen – ein Gesetz, das erst 2003 durchgesetzt wurde. Der ehemalige Raucher starb am 1. Juli 1988 an Lungenkrebs.